# Чернігівське вище професійне училище побутового обслуговування
Черні́гівське ви́ще професі́йне учи́лище побуто́вого обслуго́вування (ЧВПУ побутового обслуговування) — це багатопрофільний навчальний заклад, який готує фахівців для підприємств легкої промисловості та сфери побутового обслуговування міста й області.

## Історія
22 грудня 1972 року наказом Державного комітету Ради Міністрів УРСР по професійно-технічній освіті та Міністерства побутового обслуговування населення УРСР від 12 квітня 1972 р. № 41/91, було засновано Технічне училище № 15 м. Чернігова.
Директором училища став Іван Архіпович Сібіль. На перший курс відбувся набір 180 учнів, які отримали спеціальність «Швачка». Інженерно-викладацький склад налічував 12 майстрів та 8 викладачів.
Оскільки будівництво двох корпусів училища щойно закінчилось, майстерні та навчальні класи ще не були достатньо підготовлені, тому перші заняття проводились в гуртожитку. Директор, заступник з навчально-виробничої роботи (Василь Ілліч Пушок) та старший майстер (Михайло Іванович Меженко) власноруч обставляли кабінети, носили обладнання. Завдяки їх неймовірній праці восени 1973 року училище запрацювало на повну потужність.
В цьому ж році було відкрито спеціальності слюсаря складнопобутової техніки, ремонтника взуття, годинникаря, фотографа і перукаря.

З 1982 року директором закладу стає Василь Ілліч Пушок. Його стараннями через два роки Технічне училище № 15 було реорганізовано в Середнє професійно-технічне училище № 9 м. Чернігова (наказ № 96 від 14.08.1984).
У 2000 році відбулося злиття з професійно-технічним училищем № 3 м. Чернігова (наказ № 54-К від 10.07.2000). Директором училища стає Світлана Олексіївна Михалко. За час її керівництва училище двічі змінювало статус. Спочатку наказом Міністерства освіти і науки України № 726 від 19.12.2002 р. ПТУ № 9 м. Чернігова було реорганізовано у Вище професійне училище побутового обслуговування м. Чернігова, а у 2006 році в Державний професійно-технічний навчальний заклад «Чернігівське вище професійне училище побутового обслуговування» (наказ № 247 від 11.08.2006).

## Училище сьогодні
Завдяки наполегливій роботі всього колективу, в училищі на сучасному рівні обладнані майстерні та аудиторії. Це дає змогу підвищити якість навчання, ефективно проводити науково-технічні конференції, семінарські, практичні, лабораторні та виробничі заняття. 

На базі училища створений Навчально-практичний центр сучасних швейних технологій та дизайну [Архівовано 3 грудня 2013 у Wayback Machine.], в якому учні оволодівають найновітнішими швейними технологіями.
Навчаючись в училищі, учні швейних спеціальностей набувають фахових знань, умінь і навичок, готуються широко застосовувати їх в подальшій професійній діяльності. Проходячи передвипускну кваліфікаційну практику на підприємствах області, учні вдосконалюють професійну майстерність, а виробничники мають нагоду придивитись до молодих випускників училища і запропонувати їм робочі місця. Крім того, випускники можуть продовжити навчання в групах закрійників, молодших спеціалістів та здобути спеціальність технолога швейного виробництва.
Великою популярністю користується серед випускників шкіл області професія агента з організації туризму, екскурсовода. Педагогічний колектив працює над тим, щоб кожен випускник обов'язково вільно володів однією з іноземних мов, мав досконалі знання користувача персонального комп'ютера та комунікативні навички.
Аналізуючи ситуацію на ринку праці і вивчивши потреби в робочих кадрах Чернігівщини, в училищі розпочата підготовка слюсарів-електриків з ремонту електроустаткування (побутова техніка), слюсарів-ремонтників швейного обладнання.
Бажання приєднатися до прекрасного завжди було характерною рисою сучасної молоді. І тому протягом останніх років професія перукаря користується стабільним попитом у випускників шкіл області. Після закінчення училища більша частина молодих робітників працевлаштовується на підприємствах сфери побуту. А найкращі з найкращих продовжують навчання в групі молодших спеціалістів за спеціальністю «Перукарське мистецтво та декоративна косметика».
Почуттю прекрасного, вмінню бути красивими та дарувати красу людям навчаються учні в групі «Демонстраторів одягу», «Демонстраторів зачісок». Дівчата постійні учасники показів жіночого одягу, хутряних виробів, білизни та ювелірних прикрас на подіумах Чернігова і Києва. Вони — краса і гордість училища.
Звичними стали фоторепортажі про всі знаменні події в житті училища. Інформація готується та пропонується учнями, що набувають фахових знань, вмінь та навичок в групі фотографів. Це — майбутні фотокореспонденти районних, міських та загальноукраїнських видань.
За весь період існування в училищі підготовлено чимало цікавих і неординарних особистостей, які сьогодні очолюють швейні підприємства, ательє, перукарні, фотосалони.

## Випускники
- Брешинський Володимир Олегович (1983—2014) — солдат Збройних сил України, учасник російсько-української війни.